# Droga wojewódzka nr 205
Droga wojewódzka nr 205 – droga wojewódzka w woj. zachodniopomorskim o długości 80,5 km łącząca Darłówko, Darłowo ze Sławnem i drogą krajową nr 6 oraz dalej z Bobolicami (droga krajowa nr 11, droga krajowa nr 25). Droga przebiega przez powiat sławieński i powiat koszaliński. Podlega Rejonowi Dróg Wojewódzkich Koszalin.
Zachodniopomorski Zarząd Dróg Wojewódzkich w Koszalinie określił ją jako drogę klasy G.

## Miejscowości leżące przy trasie 205

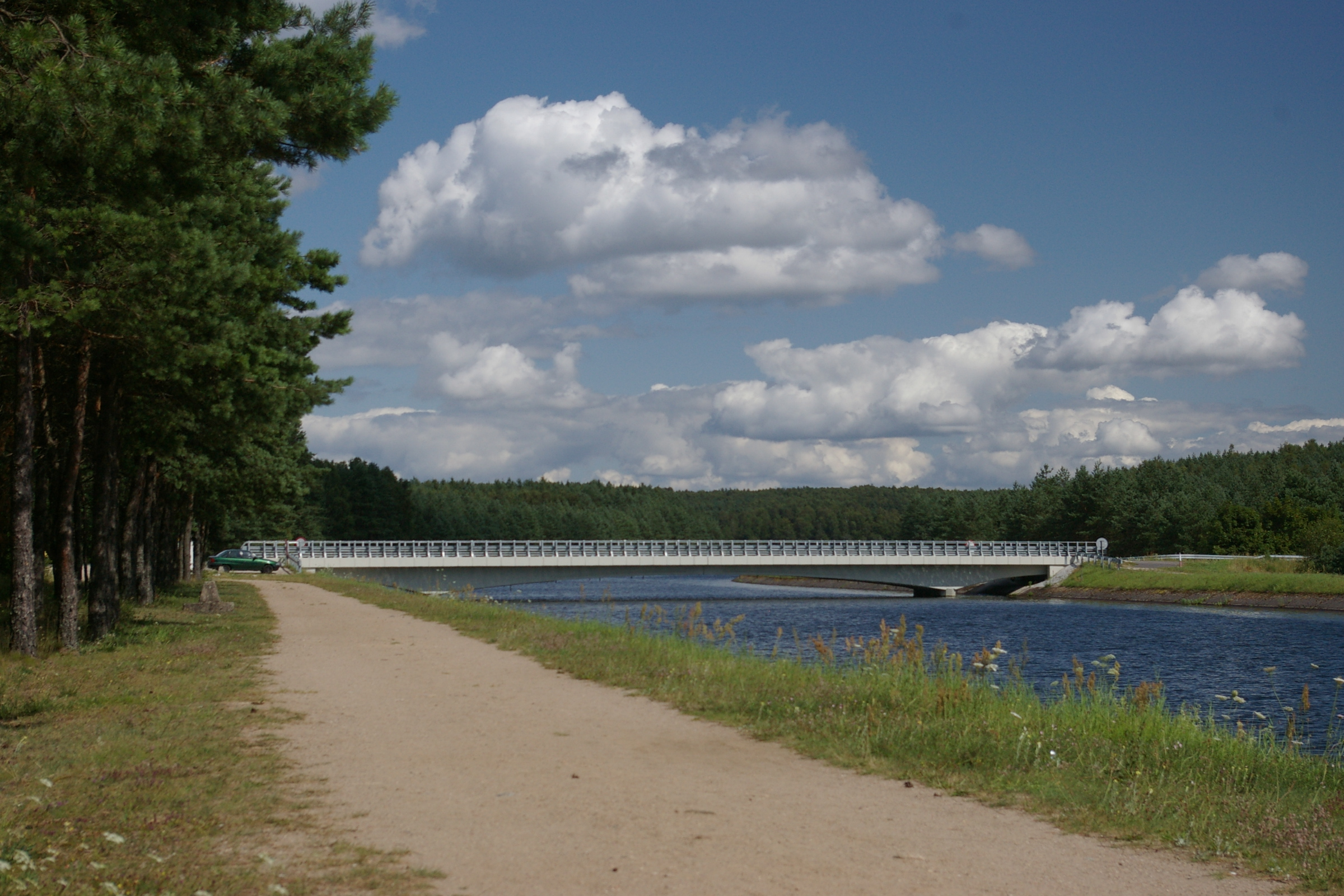
Most na kanale łączącym J.Kamienne i J.Kwiecko w ciągu drogi nr 205

- Darłówko
- Darłowo
- Krupy
- Stary Jarosław
- Sławno
- Ostrowiec
- Polanów
- Żydowo
- Most na kanale łączącym J.Kamienne i J.Kwiecko w ciągu drogi nr 205Bobolice